# Laneswitch
Laneswitch è un singolo del rapper statunitense Lil Tjay, pubblicato il 26 luglio 2019.

## Tracce
1. Laneswitch – 2:35